# Jan Abicht

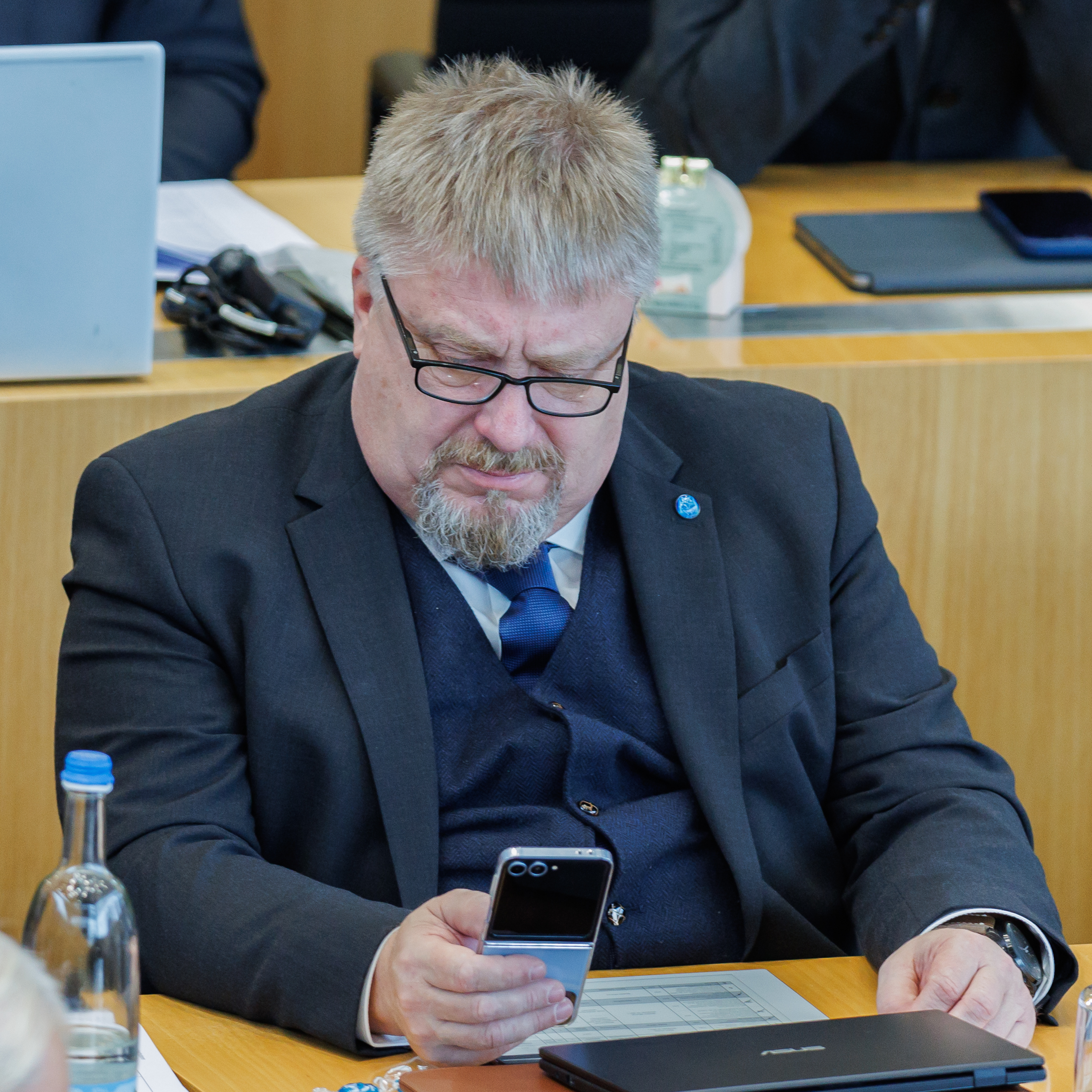
Abicht (2024)

Jan Abicht (* 1975 in Leipzig) ist ein deutscher Politiker der rechtsextremen AfD und seit 2024 Mitglied des Thüringer Landtags.

## Leben
Nach der Ausbildung zum Baufacharbeiter studierte er Bauingenieurwesen und ist seitdem in der Baubranche tätig. Er ist verheiratet und hat zwei Kinder.

## Politik
Abicht ist im Kreistag Schmalkalden-Meiningen Vorsitzender der AfD-Fraktion und sitzt im Stadtrat Schmalkalden. Bei der Landtagswahl in Thüringen 2024 wurde er mit 39,8 % der Stimmen im Wahlkreis Schmalkalden-Meiningen II direkt in den Thüringer Landtag gewählt.